# Nordic Rock
Nordic Rock är en rockfestival i Umeå som genomfördes första gången den 29–30 maj 2009 på Stadskajen i Umeå. Första året var de medverkande banden Corroded, H.E.A.T, Jorn och Whitesnake. Dessutom spelade bland annat Alcazar och Björn Rosenström på området i samband med den årliga Brännbollsyran.  
2010 års festival ägde rum 29 maj. Då vad de deltagande banden April Divine, Coldspell, Nocturnal Rites, Naughty Boys, Skid Row och Europe.
År 2011 ställdes festivalen in på grund av sämre finansiella förutsättningar, men Nordic Rock återkom 2012 med artister som John Fogerty och Hammerfall. Nordic Rock drabbades dock återigen av finansiella problem 2012 då festivalen inte drog tillräckligt många besökare, trots att festivalen drog 7 500 besökare på fredagen och lördagen.